# Hyperleukozytose
Unter einer Hyperleukozytose (von altgriechisch ὐπέρ hypér, deutsch ‚über, oberhalb‘, altgriechisch λευκός leukós, deutsch ‚weiß‘, altgriechisch κύτος kýtos, deutsch ‚Höhlung, Gefäß, Hülle‘ und der Endung -ose, gebildet aus altgriechisch -σις -sis, um einen Vorgang zu beschreiben) versteht man eine Vermehrung weißer Blutzellen (Leukozyten) im peripheren Blut (Leukozytose) auf mehr als 100.000 Zellen je Mikroliter, die ursächlich meist auf eine Leukämie oder eine Myeloproliferative Erkrankung zurückgeht. Seltener wird die Symptomatik auch im Zusammenhang mit therapeutischen Maßnahmen wie einer Gabe von Pegfilgrastim, Arsentrioxid oder Tretinoin beobachtet.

## Epidemiologie
Die Häufigkeit einer Hyperleukozytose bei Erwachsenen mit akuter myeloischer Leukämie wird mit 5 bis 13 %, bei der akuten lymphatischen Leukämie mit 10 bis 30 % angegeben. Besonders häufig sind Kinder betroffen.

## Pathophysiologie
Eine Hyperleukozytose wird insbesondere im Rahmen akuter Leukämien, seltener bei chronischen Leukämien beobachtet. Wenngleich die akute lymphatische Leukämie häufiger von einer Hyperleukozytose und zudem eher höheren Zellzahlen begleitet ist, wird eine klinisch manifeste Symptomatik vor allem bei der akuten myeloischen Leukämie apparent. Das klinische Bild ist geprägt von den Auswirkungen der Leukostase, das heißt der Anhaftung (Adhäsion) weißer Blutzellen an den Blutgefäßwänden sowie einer Viskositätserhöhung des Blutes, die Mikrozirkulationsstörungen nach sich ziehen, welche insbesondere die Lungen- und zerebrale Strombahn betreffen. In der Folge können Luftnot, neurologische Symptome wie Verwirrung, Bewusstseinseintrübung, fokale neurologische Defizite oder Blutungskomplikationen und Durchblutungsstörungen (intrakranielle Blutungen, Netzhaut-Blutungen, Netzhautvenenthrombose, Nierenvenenthrombose, Herzinfarkt, Durchblutungsstörungen der Extremitäten) auftreten. Eine Leukostase-Symptomatik wurde dabei teilweise bereits bei Zellzahlen unter 50.000 je Mikroliter beobachtet.

## Therapie
Die symptomatische Therapie umfasst Maßnahmen wie eine aggressive Volumengabe sowie die Korrektur von Abnormalitäten von Stoffwechsel und Gerinnung. Eine Verminderung der Zellzahl im Blut (zytoreduktive Therapie) kann durch die Verabreichung von Chemotherapeutika oder durch Leukapherese erreicht werden.

## Prognose
Von einer Hyperleukozytose begleitete akute Leukämien zeigen aufgrund einer erhöhten Sterblichkeit in der Frühphase der Erkrankung insgesamt eine ungünstigere Prognose. Nach erfolgreicher zytoreduktiver Therapie ist die Langzeitprognose hingegen offenbar nicht beeinflusst.